# Strumigenys louisianae
Strumigenys louisianae är en myrart som beskrevs av Julius Roger 1863. Strumigenys louisianae ingår i släktet Strumigenys och familjen myror. Inga underarter finns listade i Catalogue of Life.

## Bildgalleri

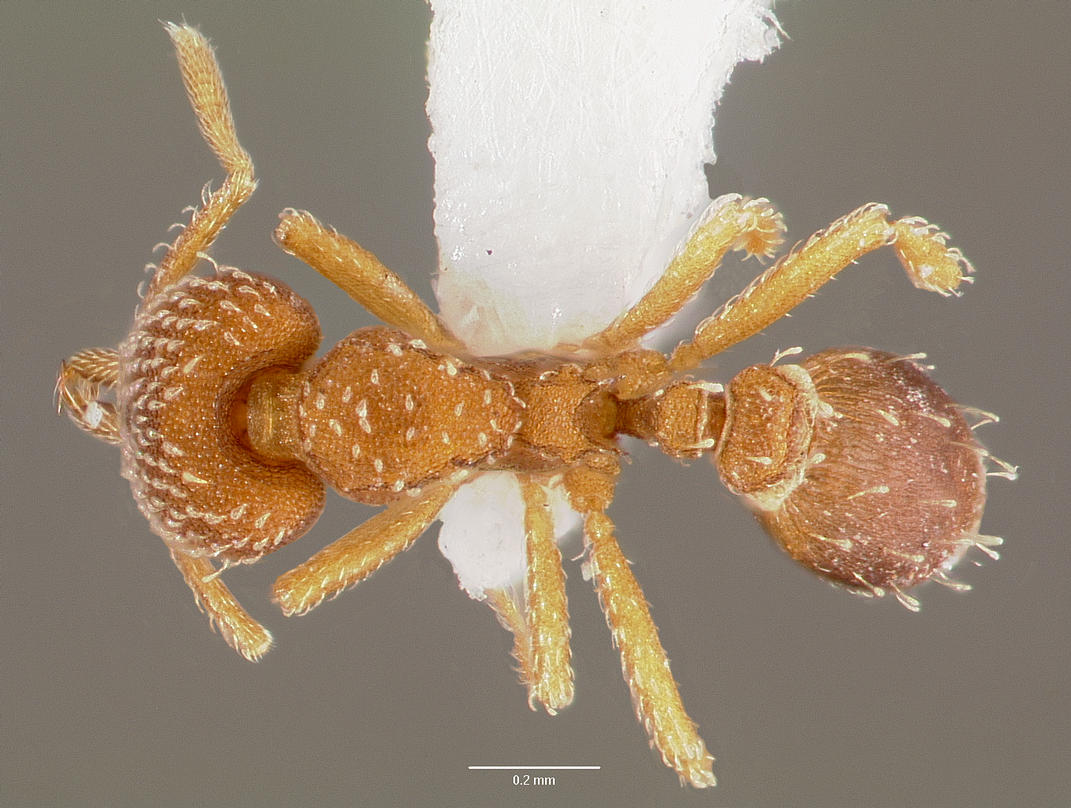
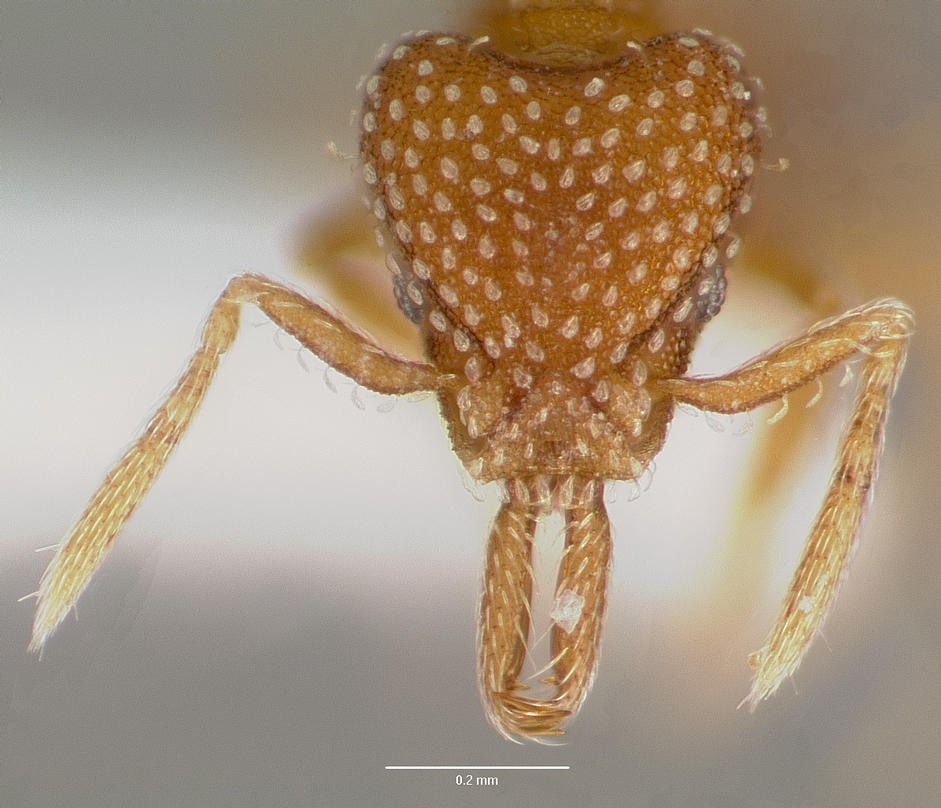
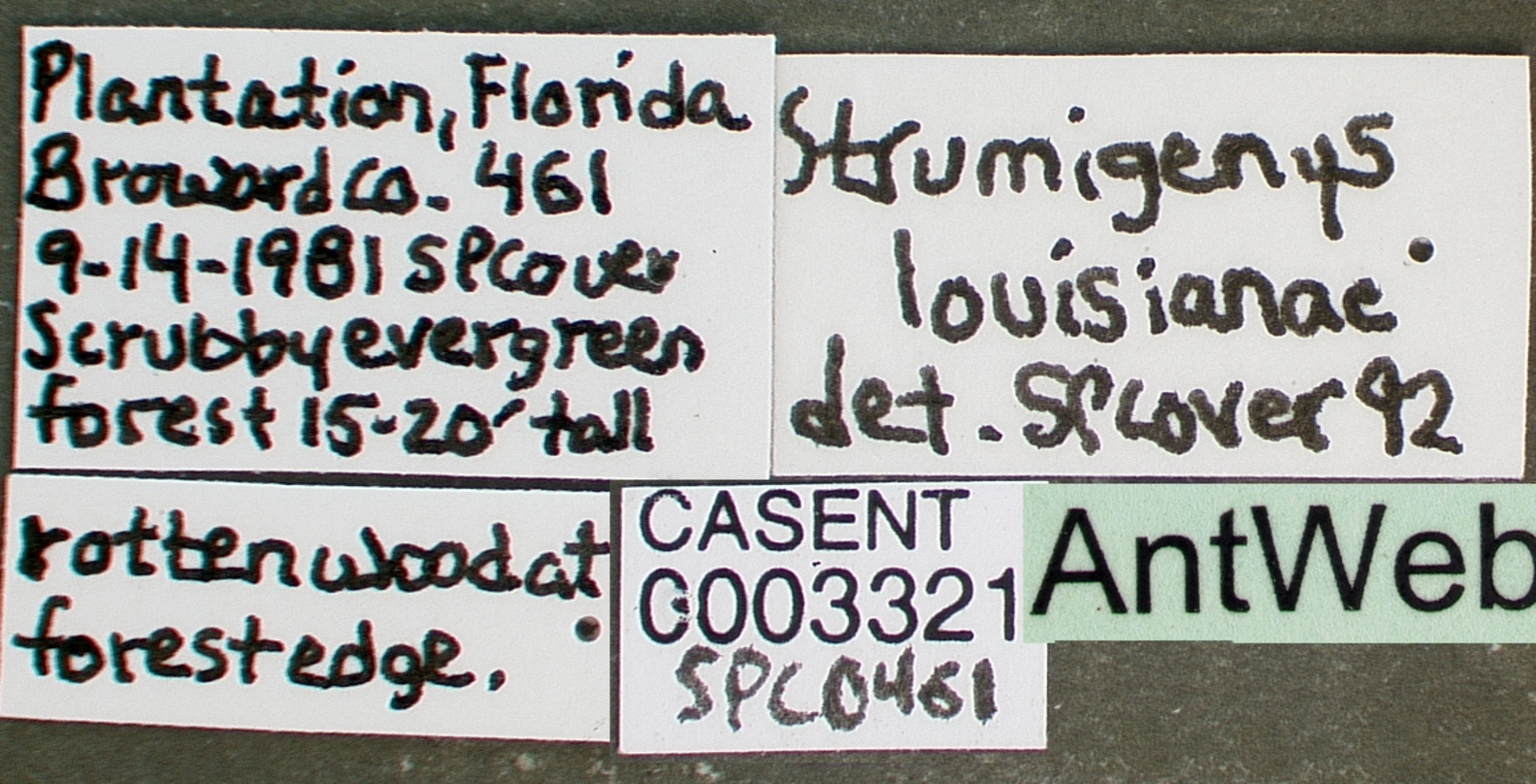
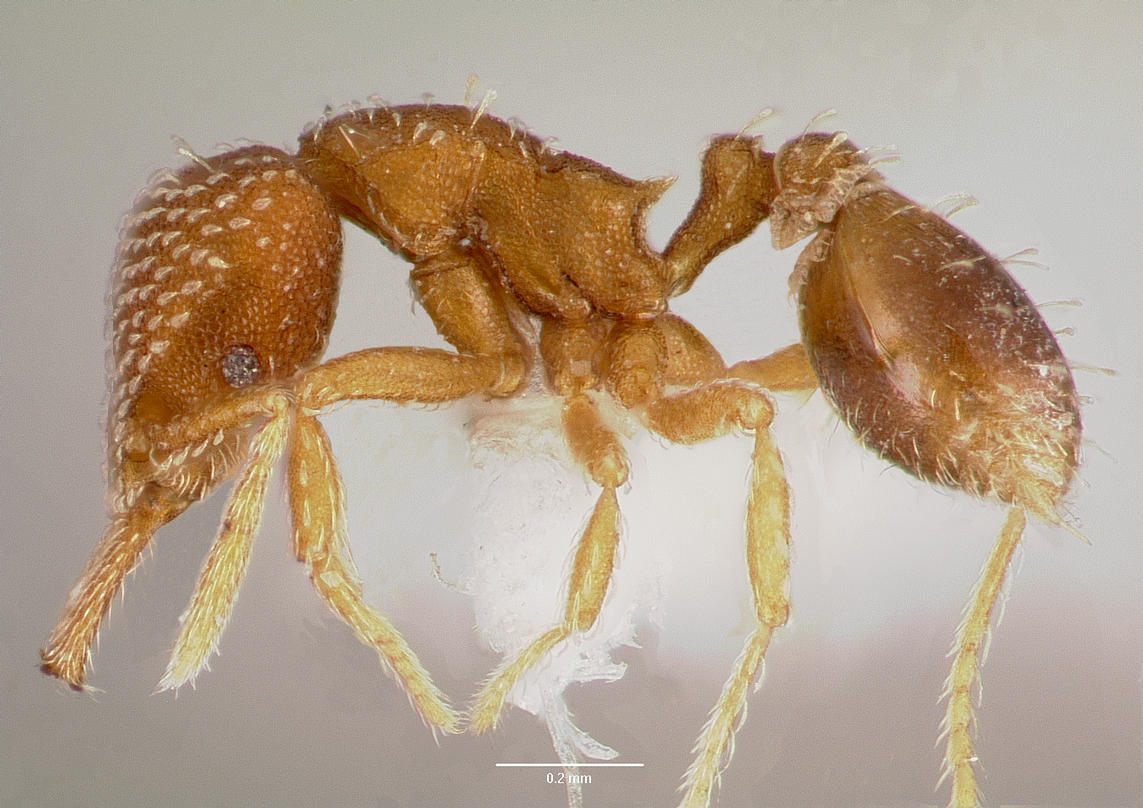
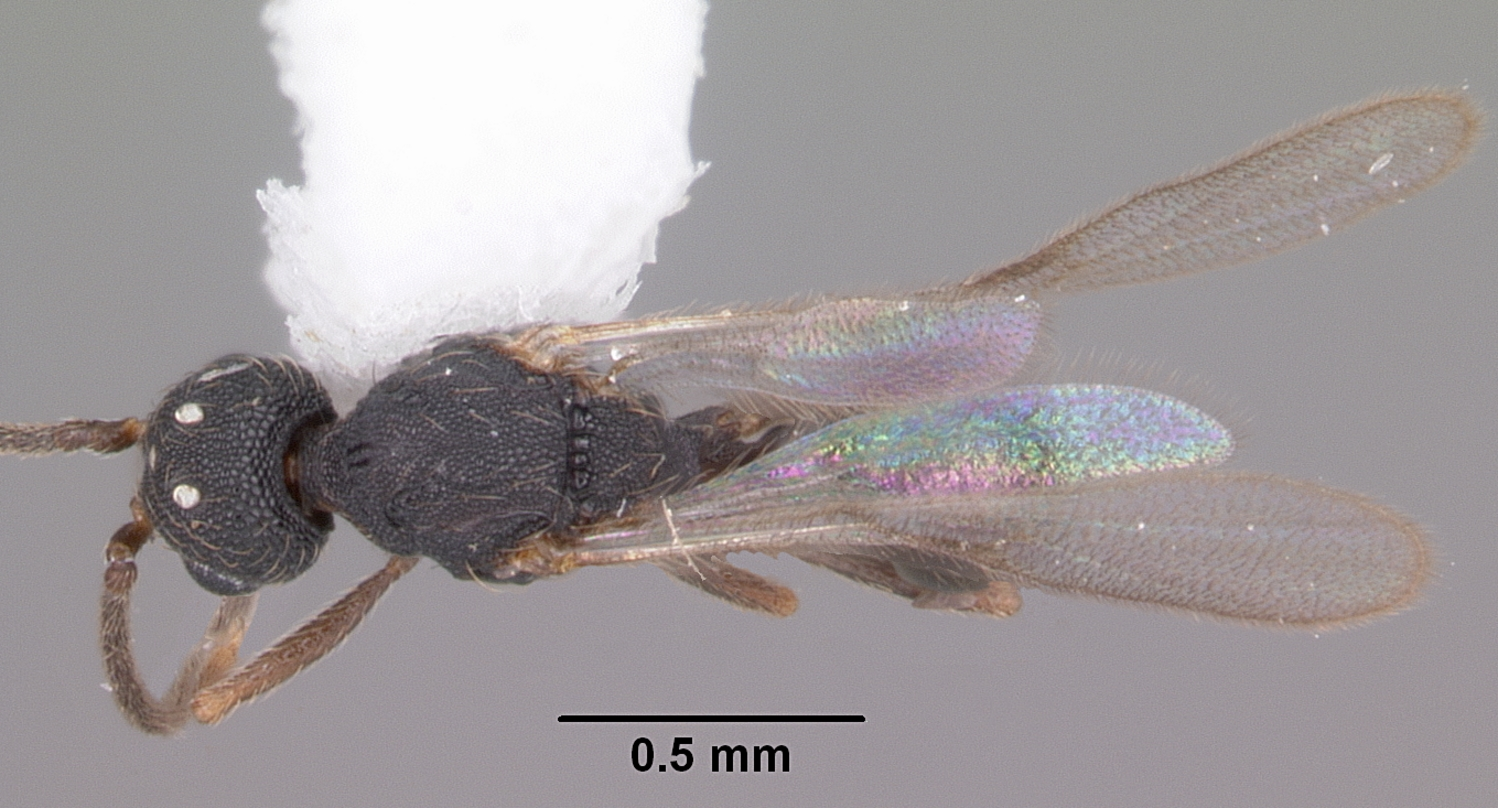
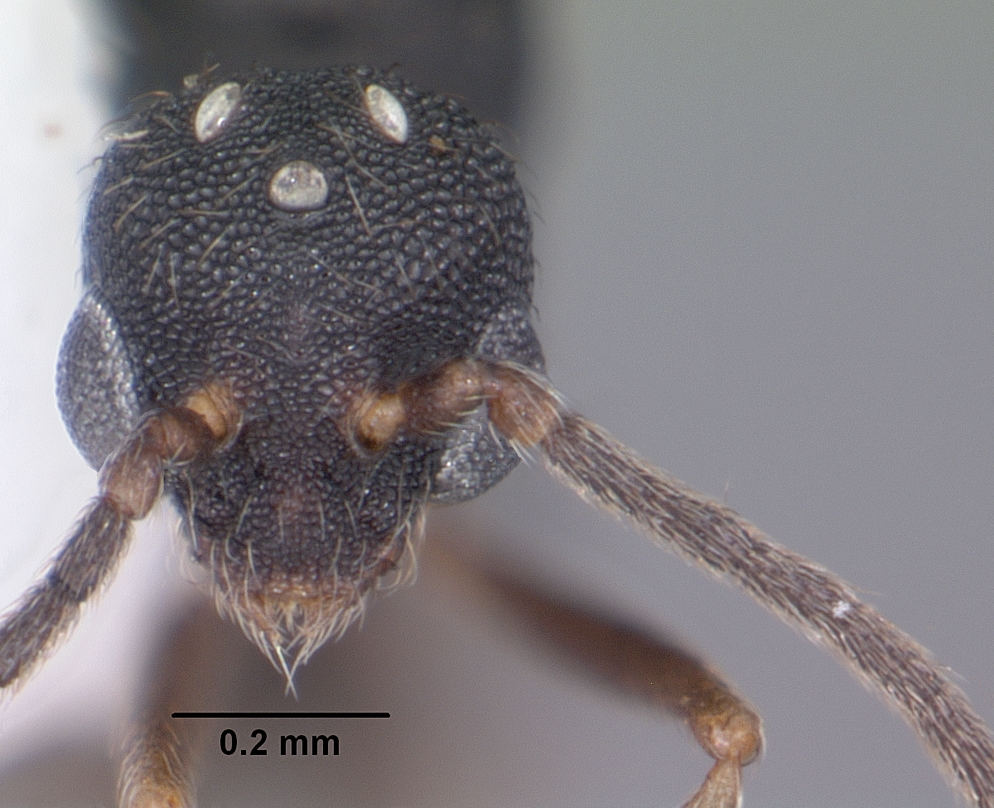